# Taxi 5
Taxi 5 ist eine Actionkomödie aus dem Jahr 2018 des Produzenten Luc Besson nach einem Drehbuch von Franck Gastambide und Stéphane Kazandjian. Es ist die Fortsetzung der Filme Taxi (1998), Taxi Taxi (2000), Taxi 3 (2003) und Taxi 4 (2007). Der Regisseur Franck Gastambide spielt gleichzeitig die Hauptrolle. Der Film kam am 11. April 2018 in die französischen Kinos.

## Handlung
Sylvain Marot, ein außergewöhnlicher Fahrer, ist einer der effizientesten Polizeibeamten in Paris. Nach einer Affäre mit der Ehefrau des Präfekten wird er gezwungen, die Hauptstadt zu verlassen und sich in der städtischen Polizei von Marseille niederzulassen. Alain Trésor, seit mehr als 20 Jahren im Amt, stellt ihm das Team vor Ort vor. Während einer Routineüberprüfung wird Sylvain von einem Chauffeur angefahren und fliegt über das Auto. Er versucht anschließend, ihn durch die Straßen von Marseille zu verfolgen, aber in Folge von Unaufmerksamkeit stürzt er mit dem Auto in den Alten Hafen. Dort wird er von zwei Polizisten angegriffen, die seine Pariser Herkunft kennen.
Gibert, ehemaliger Kommissar und nun Bürgermeister von Marseille, muss sich der Bande der Italiener gegenüber stellen, die von einem ehemaligen Rallyefahrer angeführt wird. Es ist eine Räuberbande, die Schmuck plündert und mit einem Ferrari operiert, um schnell zu flüchten. Aus Angst, dass die Bande eine geplante Ausstellung von Diamanten im MuCEM als Ziel einer Tat planen könnte, wird Sylvain zum Leiter der „Operation Mafia“ ernannt. Als ihm klar wird, dass die Fahrzeuge der städtischen Polizei nicht stark genug sind, erzählt Alain ihm von Daniel und Émilien, die dank des übermächtigen Taxis vier Gangs stoppen konnten. Bei seinen Forschungen entdeckt Sylvain, dass Daniels Neffe, Eddy Maklouf, auch derjenige ist, der ihn während seiner Routineuntersuchung mit dem Auto anfuhr. Er bietet ihm einen Deal an: wenn er das Taxi findet, vergisst er all seine Vergehen.
Der Peugeot 407 wird aus Marokko zurückgebracht. Da Eddy nicht weiß, wie man ein Auto mit Schaltgetriebe fährt, übernimmt Sylvain die Kontrolle. Zur gleichen Zeit besucht die Innenministerin Marseille und die italienische Bande stürmt einen Juwelierladen. Als die Stadtpolizei sie nicht stoppen kann und eine Karambolage in den Straßen verursacht, muss Sylvain den Ferrari verfolgen. Dem Taxi fehlt es aber an Leistung und es wird durch eine kreuzende Straßenbahn aufgehalten. Um alles wieder gut zu machen, bittet Sylvain Eddy, seine Kontakte zu nutzen, um das italienische Umfeld zu infiltrieren und dem Taxi wieder mehr Leistung zu geben. Eddy bringt ihn zu Rachid, dem Chef einer Pizzeria, welche als Deckmantel für ein heimliches Casino und dem Schmuggel von Waffen und Drogen dient. Außerdem bringt er ihn zu Samia, seiner Schwester, die Mechanikerin ist und auf Sylvain schnell anziehend wirkt.
Mit der Information, dass die Italiener auf einer Rennstrecke in der Nähe von Marseille trainieren, fährt Sylvain mit Eddy dorthin, um ihre Aufmerksamkeit zu erregen und schafft es, dank seines fahrerischen Könnens und Samias Optimierungen am Auto, eine Einladung zu einer privaten Feier zu erhalten. Dorthin muss er allerdings alleine. Um Informationen zu sammeln, infiltriert er die private Party mit dem städtischen Polizeiteam, aber Eddy lädt sich auch zum Abend ein. Sie entdecken, dass die Bande den größten Diamanten der Welt ins Visier nimmt, der im MuCEM ausgestellt und mit einem Hubschrauber dorthin gebracht werden soll. Dazu sollen zwei Agenten der nationalen Polizei von der Bande bestochen werden. Nachdem Eddy entdeckt wurde, wird das Duo gefangen genommen, aber es gelingt ihnen mit Hilfe der Stadtpolizei zu entkommen.
Am Tag der Ankunft des Diamanten nutzt die Bande der Italiener eine Drohne, die mit Raketen bewaffnet ist, um den Helikopter abzudrängen und den Diamanten auf eine Yacht in den Calanques zu bringen. Sylvain und Eddy werden dann von dem Anführer der Bande in einem Lamborghini Aventador und von den beiden korrupten Agenten gejagt. Als diese von der Stadtpolizei erfolgreich verhaftet werden, versucht das Taxi, die Bande abzuschütteln, sei es auf der Autobahn oder auf den steilen Straßen der Calanques. Sylvain ruft Samia an und sie verrät ihm, wo sich ein Knopf befindet, damit das Taxi Nitro benutzen kann. Als Sylvain die in der Bucht gelegene Yacht sieht, fährt er mit Nitro über eine Klippe. Der 407 ist, wie der alte 406, auch mit Flügeln ausgestattet, die es dem Taxi erlauben, auf die Yacht zu stürzen – während der Lamborghini, der am Rande des Abgrunds anhielt, in einem gefährlich heiklen Gleichgewicht steht und die Gangster davon abhält, zu entkommen. Der Diamant wird geborgen, die Italiener verhaftet, aber der Peugeot 407 ist schrottreif.
Mit seinen Polizeirechten beschlagnahmt Sylvain den Aventador und schafft es, mit Samia auszugehen, die ebenso ein weißes getuntes Taxi (Mercedes C63 AMG) fährt. Eddy gelingt es, seine Freundin zurückzugewinnen, während die städtischen Polizeibeamten ebenfalls ihre Liebe gefunden haben.

## Produktion

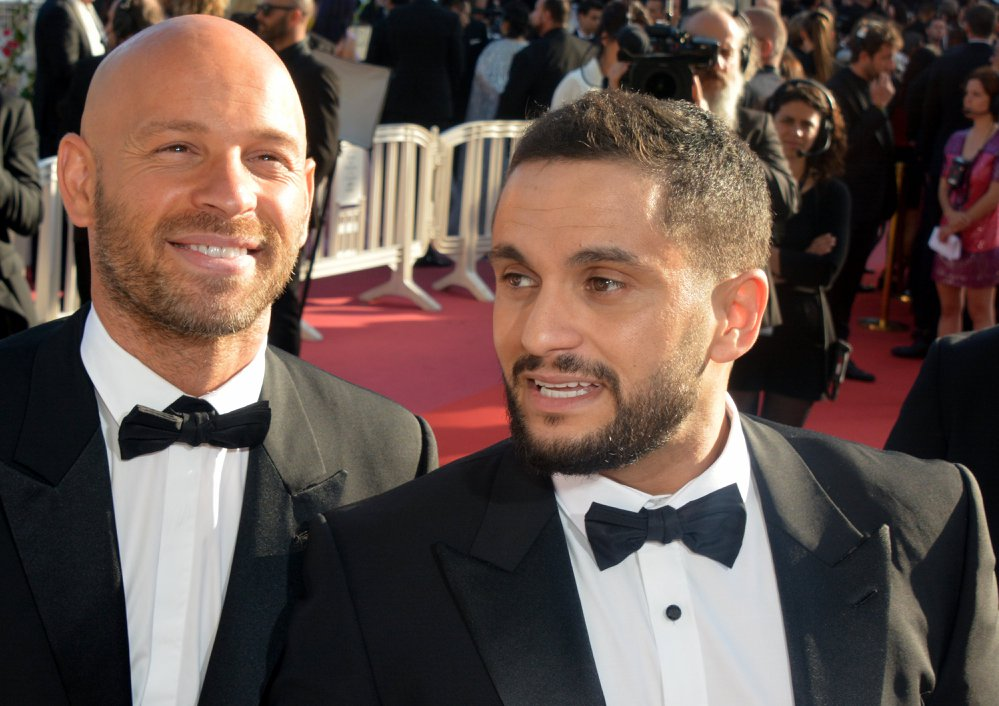
Franck Gastambide und Malik Bentalha bei den Filmfestspielen in Cannes im Frühjahr 2018

Die Dreharbeiten begannen am 25. Juli 2017 in Paris. Anschließend wurde in Marseille und der Region Provence-Alpes-Côte d’Azur gedreht.
In Taxi 5 wird wie im vorherigen Teil ein getunter Peugeot 407 3.0 V6 verwendet. Das Fahrzeug kann über ein Bedienteil über der Mittelkonsole Lufteinlässe auf der Motorhaube als auch auf dem Dach ausfahren. Zudem kann die gesamte Karosserie dynamisch verbreitert werden. Es fahren dazu mehrere Front- und Heckspoiler aus und die Felgen wechseln sich. Neu ist, dass das Fahrzeug über einen zentralen Touchscreen weiter optimiert werden kann.
Innerhalb von sechs Wochen wurden etwa 30 Fahrzeuge für den Dreh vorbereitet. Dazu zählen sechs Taxis: eines für Szenen mit Darstellern, zwei für Stunts und Fahrten, eines mit montiertem Kameras, eines als Requisite auf dem Schiff und ein Fahrzeug für Proben.

## Filmdebüt
Am 19. Mai 2017 wurde bekannt gegeben, dass der Film am 7. April 2018 in Marseille und am 11. April 2018 in Gesamt-Frankreich in die Kinos kommen würde. Das Datum steht für das 20-jährige Jubiläum des ersten Films Taxi (1998) der Serie, der am 8. April 1998 in die Kinos kam. Der erste Teaser wurde am 28. Januar 2018 ausgestrahlt. Das offizielle Filmplakat kam am 9. März 2018 heraus, der Filmtrailer wurde am 15. März 2018 veröffentlicht.

## Soundtrack
Liste der Titel
1. L’Algérino – Va Bene[7]
2. Ninho – Boîte auto
3. Lartiste feat Naza – Attache ta ceinture
4. Hamza – Cash
5. Alonzo – Santana
6. Vegedream – Du temps
7. Marwa Loud – Calma
8. Naps – Le couz
9. Soprano feat Kooseyl – A 2000
10. MMZ – S line
11. Sadek feat Kofs – 9 Milli
12. Zola – California girl
13. Maes – Tokareve
14. Mister V feat PLK – Lambo
15. Kazmi – Gamos[8]